# Xavier Cedeño
Xavier Cedeño (né le 26 août 1986 à Guayanilla, Porto Rico) est un lanceur gaucher qui a évolué dans la Ligue majeure de baseball entre 2011 et 2019.

## Carrière
Xavier Cedeño est repêché par les Rockies du Colorado au 31e tour de sélection en 2004.
Il évolue dans les ligues mineures avec des clubs-école des Rockies de 2005 à 2009, atteignant le niveau Double-A mais pas le niveau majeur. Après une saison (2010) hors du jeu, il signe comme agent libre avec les Astros de Houston en 2011. Après avoir atteint le niveau Triple-A du baseball mineur durant la saison, il obtient sa première chance dans le baseball majeur, faisant ses débuts comme lanceur de relève des Astros le 16 septembre 2011. Il maintient une moyenne de points mérités de 3,77 en 31 manches lancées, avec 36 retraits sur des prises et une défaite comme seule décision en 44 matchs joués pour les Astros en 2012.
Après 5 parties disputées pour Houston la saison suivante, il passe aux Nationals de Washington, qui le réclament au ballottage le 23 avril 2013. Il lance dans 25 matchs des Nationals de 2013 à 2015 et maintient une moyenne de points mérités de 3,38 en 16 manches lancées. Le 22 avril 2015 le contrat de Cedeño est vendu aux Dodgers de Los Angeles. Avant même de jouer un seul match pour les Dodgers, son contrat est vendu aux Rays de Tampa Bay le 27 avril suivant.
Après trois saisons chez les Rays, de 2015 à 2017, il rejoint en février 2018 les White Sox de Chicago.